# Люшэн чжэньдао тунъихуй
Люшэн чжэньдао тунъихуй (Общество Объединения подлинного пути шести святых) — китайское синкретическое религиозное движение с ярко выраженной эсхатологической направленностью. Основатель учения уроженец провинции Сычуань Тан Хуаньчжан выступал за объединение «шести религий», добавляя к классическим для Китая «пяти учениям» (буддизм, конфуцианство, даосизм, христианство и ислам) ещё и иудаизм, а себя объявил седьмым «Божьим посланником». Последователи Тан Хуаньчжана должны были подчиниться установленным им заповедям, стремясь (по крайней мере в течение определённого периода времени) соблюдать пост, и готовиться к приближающемуся концу света, датой которого было объявлено 25 сентября 1923 года. После того как конец света не состоялся, Тан Хуаньчжан был арестован и казнён, однако часть его последователей сохранила свою приверженность его учению по крайней мере до 1940-х годов.